# Uniwersytet Indonezyjski

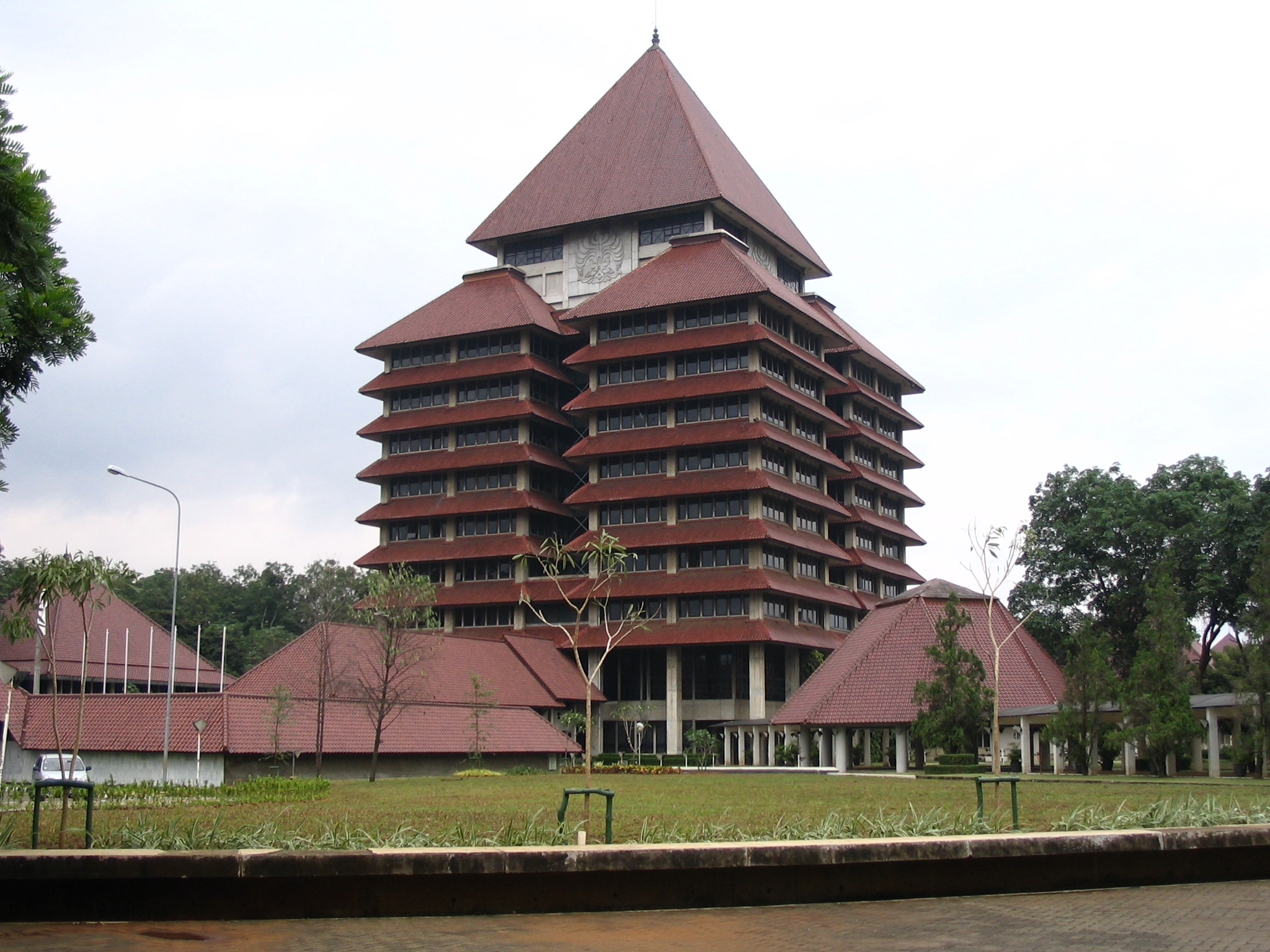
budynek rektorski uniwersytetu

Uniwersytet Indonezyjski (indonez. Universitas Indonesia, UI) – uczelnia o statusie uniwersytetu publicznego z siedzibą w Depok w zachodniej Jawie. Jest to najstarsza i zarazem najbardziej prestiżowa szkoła wyższa w Indonezji.
W 2008 r. magazyn Globe Asia sklasyfikował uczelnię na pierwszym miejscu wśród najlepszych uniwersytetów w Indonezji. Ocenę tę potwierdziło wiodące indonezyjskie czasopismo „Tempo”, które przeprowadziło własną analizę rankingu uniwersytetów i oświaty w Indonezji.

## Logo
Logo uniwersytetu zaprojektował w 1952 r. Sumaxtono, student z instytutu sztuki. Była to kala-makara, czyli symbol dwóch źródeł energii występujących w naturze. Kala jest energią góry (słońca), a makara dołu (Ziemi). Tak połączone siły stały się symbolem uniwersytetu jako źródła wiedzy.
Logo interpretuje się również tak, że drzewo kala, które posiada pąki i rozwidlenia reprezentuje naukę i jej gałęzie. To oznacza, że dopóki będzie żyło, będzie się rozwijać, a pąki zakwitać i zmieniać w nowe gałęzie nauki. Z kolei woda rozlewająca się z makary oznacza osiągnięcia nauki.
Profesor Srihadi Soedarsono Adhikoesoemo (student tego samego rocznika i wydziału co Sumaxtono), który widział wówczas logo, nie jest pewny, kto je zalegalizował oraz kiedy. Pamięta natomiast, że pojawiło się na okładce książki Universiteit Indonesia, Fakulteit Teknik, Bandung: Rentjana Untuk Tahun Peladjaran 1952–1953, opublikowanej przez Instytut Bandung.

## Historia

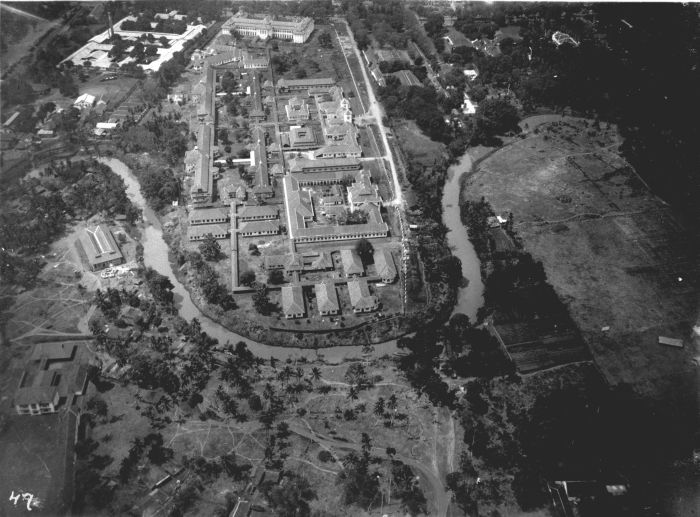
Kompleks szkoły medycznej STOVIA w latach 20. XX wieku

Historia uczelni sięga 1851 r., kiedy to kolonialny rząd Holenderskich Indii Wschodnich założył szkołę dla opiekunów medycznych. Nauka w niej trwała dwa lata, a absolwenci otrzymywali zaświadczenia, że potrafią udzielać podstawowej opieki medycznej. Jawajscy lekarze, którzy chcieli prowadzić własną praktykę w Holenderskich Indiach Wschodnich otrzymywali dodatkowo stopień doktora. Z czasem program nauczania stał się bardziej obszerny, więc w 1864 r. naukę wydłużono do trzech lat, a w 1875 r. do siedmiu. Absolwenci po ukończeniu szkoły otrzymywali tytuł doktora medycyny.
W 1898 r. rząd Holenderskich Indii Wschodnich założył nową szkołę zwaną STOVIA (School tot Opleiding van Inlandsche Artsen), w której kształcili się lekarze medycyny. Warunkiem rozpoczęcia w niej nauki było posiadanie dyplomu szkoły średniej. Z racji tego, że nauka trwała dziewięć lat program edukacyjny balansował pomiędzy szkołą średnią i wyższą. Wielu z jej późniejszych absolwentów odegrało ważne role w narodowym ruchu niepodległościowym Indonezji oraz przyczyniło się do rozwoju edukacji medycznej w tym kraju.
W 1924 r. rząd kolonialny postanowił otworzyć nową uczelnię – Rechts Hogeschool (RHS), która kształciła cywilnych urzędników. Później przekształcono ją w wydział prawa. W 1927 r. STOVIA została przemianowana na GHS (Geneeskundige Hogeschool), a jej status zmieniono, dzięki czemu stała się w pełni uczelnią wyższą. Wielu jej absolwentów przyczyniło się później do powstania Uniwersytetu Indonezyjskiego.
Kiedy w 1945 r. Indonezja uzyskała niepodległość, Instytut Szkolnictwa Wyższego (BPTRI) otworzył w Dżakarcie trzy wydziały: medycyny i farmacji, literatury oraz prawa. Pierwszych 90 absolwentów medycyny opuściło go jeszcze w tym samym roku. Jednak po tym, jak holenderska armia zajęła Dżakartę pod koniec 1945 r., BPTRI przeniósł swoje placówki do Klaten, Surakarty, Yogyakarty, Surabayi i Malangi. W 1946 r. holenderski rząd kolonialny założył w Dżakarcie Nood Universiteit. Rok później jego nazwę zmieniono na Universiteit van Indonesie (UVI). W 1950 r. po ostatecznym uznaniu niepodległości państwa indonezyjskiego przez Holandię, Indonezyjska Rada Rewolucyjna zarządziła utworzenie w Dżakarcie państwowego uniwersytetu, w skład którego weszła część wydziałów BPTRI oraz były UVI.
Do 1950 r. uczelnia posiadała wiele kampusów, w których znajdowały się różne wydziały: w Dżakarcie (medycyna, prawo i Listy), w Bogor (rolnictwo i weterynaria), w Bandung (inżynieria, matematyka i nauki przyrodnicze), w Surabaya (medycyna i dentystyka) w Makassar (ekonomia). W 1954 r. kampus Surabaya przekształcił się w Uniwersytet Airlangga, a rok później kampus Makassar w Uniwersytet Hasanuddin. Z kolei w 1959 r. Bandung przemianowano na Instytut Technologiczny, a w 1964 r. kampus w Bogor na Instytut Rolnictwa. Do 1965 r. Uniwersytet Indonezyjski składał się już tylko z trzech miasteczek uniwersyteckich (Salemba, Rawamangun i Pegangsaan), które ulokowane były w Dżakarcie.
W 1987 r. część wydziałów z Salemby oraz Rawamangun przeniesiono do nowo zbudowanego kampusu zwanego Depok na południowych przedmieściach miasta.
W latach 2007–2008 uczelnia przeszła gruntowne reformy, dzięki czemu jej dochód powiększył z 800 miliardów do 1,6 tryliona rupii. Pomysłodawcą zmian był jej ówczesny rektor prof. dr Gumilar Rusliwa Somantri, który był zarazem najmłodszym uniwersyteckim rektorem w Indonezji.

## Kampusy

### Salemba
Kampus ulokowany jest centrum Dżakarty i znajdują się w nim głównie wydziały medycyny oraz dentystyki. W pobliżu znajduje się również szpital Cipto Mangunkusumo National Hospital (RSCM) i Uniwersytecki Szpital Dentystyczny. W kampusie jest też wydzielona część dla podyplomowych studentów z wydziałów prawa, ekonomii i inżynierii.

### Depok
W połowie lat 80. XX w. w ramach modernizacji uczelni wybudowano na południu Dżakarty kampus Depok i przeniesiono do niego większość wydziałów (matematyki i nauk przyrodniczych, inżynierii, psychologii, literatury, ekonomii, polityki społecznej, prawa, informatyki, pielęgniarstwa oraz opieki zdrowotnej). Obecnie jest to główny uniwersytecki kampus, a dzięki dogodnym połączeniom kolejowym i autobusowym studenci mogą się do niego łatwo dostać z wielu różnych części miasta.
Na jego terenie ulokowana jest też główna biblioteka uniwersytecka, studenckie centrum obsługi, sala gimnastyczna, stadion, boisko do hokeja, biuro podróży, hotel oraz akademik.

## Udogodnienia

### Meczety

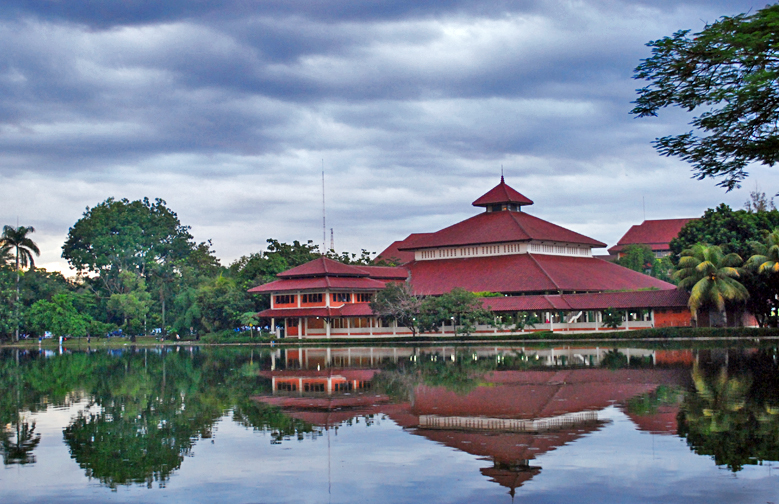
Meczet Ukhuwah Islamiyah w kampusie Depok

W 1966 r. ówczesny rektor uczelni wydał dekret o budowie meczetu w kampusie Salemba. Jego intencją było, by powstało centrum islamu kształcące nowoczesnych muzułmanów, potrafiących rozwiązywać zarówno problemy naukowe, jak i religijne.
28 stycznia 1987 r. także w kampusie Depok rozpoczęto budowę meczetu, którą ukończono 4 września tego samego roku. Ulokowano go w pobliżu szkolnego jeziora.

### Ośrodek zdrowia
Dzięki uniwersyteckiej poliklinice wszyscy studenci mają zapewniony darmowy dostęp do opieki medycznej. Wśród świadczonych standardowych usług znajduje się też dentystyka, a nawet ortodoncja.

### Wisma Makara
Wisma Makara, czyli główny budynek, w którym rezyduje m.in. rektor uczelni znajduje się w kampusie Depok. Obiekt został bardzo dobrze dostosowany dla użyteczności publicznej, dzięki czemu mogą się w nim odbywać m.in. seminaria, szkolenia i warsztaty. W jego pobliżu znajduje się las i jezioro.

### Biblioteka
13 maja 2011 r. w kampusie Depok otworzono największą w Azji bibliotekę, która jednorazowo może pomieścić ok. 20 000 osób, a na jej obszarze liczącym 33 000 m² zgromadzono zbiór około 3–5 milionów książek. Budynek zaprojektowano w bardzo ekologicznym stylu, dzięki czemu jest ona wolna od zanieczyszczeń, a zasilanie czerpie z energii słonecznej. Zredukowano w niej także pobór wody, prądu i zużycia papieru.

### Akademiki
Uniwersytet posiada dwa akademiki, z których jeden znajduje się w Depok, a drugi w Wismarini. Pierwszym z nich ma 480 pokoi dla mężczyzn i 615 dla kobiet. Każdy pokój może pomieścić od jednej do trzech osób. Z kolei akademik Wismarini posiada 72 pokoje dla mężczyzn i 111 dla kobiet, jednak są one przeznaczone jedynie dla osób studiujących na wydziale medycyny i stomatologii oraz niektórych kierunków z kampusu Salemba.

### Autobusy i rowery

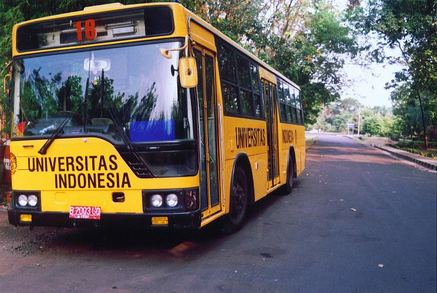
Żółty autobus

By ułatwić studentom dotarcie do kampusu z różnych miejsc Dżakarty, uruchomiono charakterystyczne żółte autobusy, które kursują od poniedziałku do soboty. W 2005 r. uniwersytet posiadał w sumie dwadzieścia takich pojazdów.
W 2007 r. uczelnia zaoferowała swoim studentom kolejne udogodnienie w postaci rowerów do wynajęcia. Przejazd nimi jest darmowy, a jedynym wymogiem jest okazanie legitymacji studenckiej. Można się nimi poruszać jedynie po wyznaczonych ścieżkach i każdy musi być zwrócony do punktu wynajmu.

## Wydziały
Uniwersytet składa się z 13 wydziałów, które oferują kursy licencjackie, inżynierskie, magisterskie, doktorskie oraz podyplomowe.
- Wydział Medycyny
- Wydział Dentystyki
- Wydział Matematyki i Nauk Przyrodniczych
- Wydział Prawa
- Wydział Psychologii
- Wydział Inżynierii
- Wydział Ekonomii
- Wydział Opieki Społecznej
- Wydział Politologiczny
- Wydział Humanistyczny
- Wydział Informatyki
- Wydział Pielęgniarstwa
- Wydział Farmacji

## Rankingi
W 2010 r. w rankingu University Ranking by Academic Performance (URAP) Uniwersytet Indonezyjski został uznany za najlepszą uczelnię w Indonezji i znalazł się na 1463 pozycji na świecie. W 2006 r. w rankingu Times Higher Education-QS World University Rankings UI zdobył największą liczbę punktów spośród wszystkich szkół w Indonezji i uplasował się na 395 miejscu (2007) i 287 w 2008 roku. Z kolei w Światowym Rankingu Uniwersytetów w 2009 r. zajął 201 miejsce, a wśród najlepszych szkół wyższych w Azji pięćdziesiąte.
Przez dwa kolejne lata (2009–2010) UI znajdował się wśród pięćdziesięciu najbardziej prestiżowych uniwersytetów w Azji według QS World University.